# Anopedias sundholmi
Anopedias sundholmi är en stekelart som beskrevs av Lars Huggert 1974. Anopedias sundholmi ingår i släktet Anopedias och familjen gallmyggesteklar. Arten är reproducerande i Sverige. Inga underarter finns listade i Catalogue of Life.